# Bitwa pod Karnalem
Bitwa pod Karnalem miała miejsce 24 lutego 1739 podczas inwazji Nadir Szacha na Indie.
Bitwa była wielkim zwycięstwem armii Nadir Szacha nad władcą Imperium Mogołów Muhammadem Szachem.
Bitwa stoczona została koło Karnal, 110 kilometrów na północ od Delhi. Armia Nadira składała się z około 55000 żołnierzy, natomiast armia Muhammada miała około 150000 żołnierzy. W ciągu trzech godzin, zręcznie wymanewrowane przez wojska irańskie siły Imperium Mogołów zostały całkowicie rozbite. Armia indyjska straciła 20000 zabitych i rannych. Reszta armii uległa rozproszeniu. Muhammad Szach został schwytany i wzięty do niewoli. W dwa tygodnie po bitwie Nadir Szach wkroczył z całą armią i wziętym do niewoli cesarzem do Delhi.